# Zeilen op de Olympische Zomerspelen 2024 – Nacra 17 gemengd
De Nacra 17 gemengd op de Olympische Zomerspelen 2024 vond plaats van 3 tot en met 8 augustus 2024. 
De Italiaanse titelverdedigers Ruggero Tita en Caterina Banti verdedigden met succes hun titel.

## Opzet
De competitie werd verdeeld in dertien ronden. Punten werden gegeven na elke race; de winnaar scoort 1 punt, de tweede plaats scoort 2 punten, enz. 
Als een zeiler gediskwalificeerd werd of niet had gefinisht, dan werd er 1 plus het aantal deelnemers aan punten gegeven, in dit geval was dat 20 punten. Het slechtste resultaat van de eerste twaalf races werd weggestreept. De dertiende ronde, ook wel de medalrace genoemd, werd gehouden voor de top 10 van de eerste 12 races. In deze ronde werden de punten verdubbeld.

## Planning
| Datum           | Race              |
| --------------- | ----------------- |
| 3 augustus 2024 | Race 1, 2 en 3    |
| 4 augustus 2024 | Race 4, 5 en 6    |
| 5 augustus 2024 | Race 7, 8 en 9    |
| 6 augustus 2024 | Race 10, 11 en 12 |
| 7 augustus 2024 | race uitgesteld   |
| 8 augustus 2024 | Medalrace         |

## Resultaten[1]
| Rang   | Land                                            | Sporter          | Race | Race   | Race | Race | Race | Race   | Race   | Race   | Race | Race   | Race | Race   | Race   | Punten | Punten |
| Rang   | Land                                            | Sporter          | 1    | 2      | 3    | 4    | 5    | 6      | 7      | 8      | 9    | 10     | 11   | 12     | M      | Tot    | Net    |
| ------ | ----------------------------------------------- | ---------------- | ---- | ------ | ---- | ---- | ---- | ------ | ------ | ------ | ---- | ------ | ---- | ------ | ------ | ------ | ------ |
| Goud   | Ruggero Tita Caterina Banti                     | Italië           | 1    | 1      | 2    | 1    | 1    | 1      | 1      | 6      | 6    | 20 UFD | 5    | 2      | 4      | 51     | 31     |
| Zilver | Mateo Majdalani Eugenia Bosco                   | Argentinië       | 2    | 2      | 5    | 10   | 6    | 6      | 3      | 2      | 2    | 1      | 2    | 12     | 14     | 67     | 55     |
| Brons  | Micah Wilkinson Erica Dawson                    | Nieuw-Zeeland    | 5    | 3      | 7    | 2    | 2    | 3      | 2      | 4      | 9    | 17     | 3    | 7      | 16     | 80     | 63     |
| 4      | John Gimson Anna Burnet                         | Groot-Brittannië | 8    | 4      | 6    | 3    | 4    | 9      | 4      | 5      | 4    | 5      | 1    | 3      | 22 OCS | 78     | 69     |
| 5      | Tim Mourniac Lou Berthomieu                     | Frankrijk        | 6    | 6      | 8    | 5    | 7    | 4      | 20 UFD | 1      | 12   | 4      | 4    | 15     | 2      | 94     | 74     |
| 6      | Laila van der Meer Bjarne Bouwer                | Nederland        | 4    | 20 DNF | 9    | 7    | 8    | 8      | 6      | 7      | 3    | 2      | 11   | 5      | 8      | 98     | 78     |
| 7      | Sinem Kurtbay Akseli Keskinen                   | Finland          | 3    | 7      | 4    | 4    | 11   | 5      | 7      | 11     | 11   | 12     | 15   | 4      | 18     | 112    | 97     |
| 8      | Paul Kohlhoff Alica Stuhlemmer                  | Duitsland        | 18   | 9      | 3    | 6    | 3    | 2      | 13     | 8      | 5    | 14     | 17   | 10     | 10     | 118    | 100    |
| 9      | João Siemsen Marina Arndt                       | Brazilië         | 14   | 10     | 11   | 11   | 5    | 11     | 5      | 14     | 7    | 8      | 13   | 14     | 6      | 129    | 115    |
| 10     | Emil Järudd Hanna Jonsson                       | Zweden           | 13   | 18     | 10   | 8    | 9    | 14     | 16     | 13     | 1    | 7      | 6    | 9      | 12     | 136    | 118    |
| 11     | Tara Pacheco Andrés Barrio                      | Spanje           | 12   | 8      | 1    | 9    | 15   | 12     | 8      | 9      | 17   | 20 UFD | 16   | 6      | -      | 133    | 113    |
| 12     | Natacha Saouma-Pedersen Mathias Bruun Borreskov | Denemarken       | 9    | 5      | 12   | 16   | 10   | 10     | 14     | 15     | 16   | 10     | 8    | 8      | -      | 133    | 117    |
| 13     | Brin Liddell Rhiannan Brown                     | Australië        | 11   | 11     | 13   | 13   | 12   | 7      | 9      | 12     | 13   | 6      | 14   | 20 RET | -      | 141    | 121    |
| 14     | Huicong Mai Linlin Chen                         | China            | 7    | 14     | 15   | 12   | 14   | 13     | 20 UFD | 10     | 10   | 16     | 18   | 1      | -      | 150    | 130    |
| 15     | Lukas Haberl Tanja Frank                        | Oostenrijk       | 16   | 12     | 14   | 15   | 16   | 15     | 15     | 3      | 8    | 9      | 10   | 16     | -      | 149    | 133    |
| 16     | Sarah Newberry Moore David Liebenberg           | Verenigde Staten | 10   | 16     | 18   | 14   | 13   | 16     | 11     | 20 UFD | 15   | 3      | 12   | 13     | -      | 161    | 141    |
| 17     | Shibuki Iitsuka Oura Nishida Capiglia           | Japan            | 17   | 17     | 19   | 17   | 17   | 17     | 10     | 17     | 19   | 11     | 7    | 11     | -      | 179    | 160    |
| 18     | Alican Kaynar Beste Kaynakçı                    | Turkije          | 19   | 13     | 17   | 19   | 18   | 20 DNF | 12     | 20 UFD | 14   | 13     | 9    | 18     | -      | 192    | 172    |
| 19     | Lucas Claeyssens Eline Verstraelen              | België           | 15   | 15     | 16   | 18   | 19   | 18     | 20 UFD | 16     | 18   | 15     | 19   | 17     | -      | 206    | 186    |

Afkortingen:
- OCS – Start aan verkeerde kant van de startlijn
- DSQ, BFD, DGM, DNE – Gediskwalificeerd
- DNF – Niet gefinisht
- DNS – Niet gestart
- DPI – Straf opgelopen
- RDG – Schadeloos gesteld
- UFD – "U"vlag diskwalificatie